# Xylotoles selwyni
Xylotoles selwyni es una especie de escarabajo longicornio del género Xylotoles, tribu Parmenini, subfamilia Lamiinae. Fue descrita científicamente por Olliff en 1888.

## Descripción
Mide 13 milímetros de longitud.

## Distribución
Se distribuye por Australia.